# Back Beach (hrabstwo Queens)
Back Beach – plaża (beach) w kanadyjskiej prowincji Nowa Szkocja, w hrabstwie Queens, na wyspie Port Mouton Island (43°54′37″N, 64°46′45″W); nazwa urzędowo zatwierdzona 20 sierpnia 1975.